# Royal (Illinois)
Pour les articles homonymes, voir Royal.
Royal est un village du comté de Champaign dans l'Illinois, aux États-Unis,. Il est incorporé le 14 octobre 1953.

## Démographie
Lors du recensement de 2014, le village comptait une population de 293 habitants. Elle est estimée, en 2016, à 298 habitants.

## Source de la traduction
- (en) Cet article est partiellement ou en totalité issu de l’article de Wikipédia en anglais intitulé « Royal, Illinois » (voir la liste des auteurs).